# Sebastià Bonet Espriu
Sebastià Bonet Espriu   (Barcelona, 1943) és un filòleg, lingüista i poeta català que ha estat professor de sintaxi catalana del Departament de Filologia Catalana de la Universitat de Barcelona des del 1997 fins que es va jubilar el 2012.
Llicenciat en Ciències Físiques per la Universitat de Barcelona (1965), diplomat d'Estudis Avançats d'Astrofísica per la Sorbona (1967), llicenciat en Filosofia i Lletres per la Universitat de Barcelona (1976) i doctor en Filologia Catalana, també per la Universitat de Barcelona, amb la tesi Els manuals gramaticals i la llengua normativa. Estudis de gramatografia catalana contemporània (1991), la seva recerca abasta, bàsicament, tres àrees: la sintaxi, la gramatografia i l'obra del poeta Salvador Espriu, de qui és nebot.
La seva obra poètica ha estat caracteritzada com «un exercici literari on la subordinació a les regles matemàtiques obre la porta a nous sentits», posant en pràctica la «constricció alfabètica com a motivació creativa», una tècnica pròxima a l'experimentació del grup Oulipo.

## Publicacions
Lingüística
- Els manuals gramaticals i la llengua normativa: estudis de gramatografia catalana contemporània (tesi doctoral), 1992.
- Sintaxi generativa catalana (en col·laboració amb Joan Solà), 1986.
- Fabra: sintaxi diferencial i interferència, en: Ginebra et al. (eds.). La lingüística de Pompeu Fabra. Alacant:Institut Interuniversitari de Filologia Valenciana / Universitat Rovira i Virgili, 2000.
- Les gramàtiques normatives valencianes i balears del segle xx, València: PUV, 2000.
- El corpus prescriptiu de la llengua catalana, en: Pradilla (ed.), Societat, llengua i norma. A l'entorn de la normativització de la llengua catalana. Benicarló: Alambor, 2001.

Poesia
- És això, més o menys. Lleida: Pagès, 2012.
- Voluntàries. Barcelona: LaBreu, 2013.
- Obtenir l'auster Albó (amb la col·laboració de Jordi Vintró) Barcelona: LaBreu, 2019.